# Viola Hallman
Viola Hallman (geboren als Viola Christa Flachmeier am 8. Dezember 1944 in Hohenlimburg; gestorben als Viola Christa von Hohenzollern am 22. Dezember 2012 in Atlantis, USA) war eine deutsche Unternehmerin in der Schwermetallbranche.

## Leben
Viola Flachmeier war die Tochter von Werner Flachmeier und dessen Frau Helga, geborene Theis. Ihr Großvater hatte die Friedr. Gustav Theis Kaltwalzwerke GmbH 1910 begründet. Sie besuchte ein Gymnasium in Hagen-Hohenlimburg sowie das Internat von Schwarzenberg in Bayern. Sie studierte anschließend in Hamburg, Marburg und Padua und promovierte in Padua über Die Ruhrkohle im Eisenhüttenwesen.
1971 arbeitete ihr Vater die 27-jährige in die Unternehmensführung ein, starb aber bereits 1972. Ebenfalls 1971 heiratete Flachmeier Olof J. Hallman, dessen Namen sie annahm. Viola Hallman trieb in der Folge ihr Unternehmen voran und beschäftigte auf dem Höhepunkt ihres Unternehmertums 1400 Mitarbeiter. 1979 wurde sie zur Managerin des Jahres gekürt und galt Ende der 1980er als eine der wenigen erfolgreichen Unternehmerinnen Deutschlands.
Hallman heiratete 2006 in zweiter Ehe Donatus Prinz von Hohenzollern (* 1961 als Markus Hänsel), der das Selbstkostenverlagsunternehmen „Frankfurter Verlagsgruppe“ gegründet hatte. Seither trug sie den Namen Viola Christa Prinzessin von Hohenzollern. Sie kaufte 2007 medienwirksam das Palais Lichtenau in Potsdam und begann mit einer Restaurierung und der Umwandlung in ein Gästehaus. Sie musste angesichts der Insolvenz ihres Unternehmens das Gebäude 2011 wieder veräußern. Sie selbst lebte zurückgezogen auf dem Kasteel Aldenghoor in Haelen. Ferner besaß sie noch seit 1997 das Killochan Castle in Schottland und ein Haus in Singapur. Sie begeisterte sich für die Zucht von Islandpferden.
Die Theis-Werke gerieten im Frühjahr 2009 im Zuge der weltweiten Wirtschaftskrise aufgrund vorheriger Managementfehler in die Insolvenz. Hallman verlor im Insolvenzverfahren das Mehrheitseigentum an der Firma und hielt zuletzt nur noch 10 % der Firma. Auch Killochan Castle musste sie aufgeben. Nach ihrem Tod auf einer Florida-Reise kurz vor Weihnachten 2012 wurde sie beim Kasteel Aldenghoor beigesetzt. Aus erster Ehe hinterließ sie eine Tochter.

## Veröffentlichungen
- Unternehmer, Beruf ohne Zukunft? Joy-Verlag Hamburg 1975.